# District de Hunza-Nagar
Le district de Hunza-Nagar est une subdivision administrative du territoire Gilgit-Baltistan au Pakistan.